# 331-я истребительная авиационная дивизия
331-я Льво́вская Краснознамённая ордена Богдана Хмельницкого II степени истреби́тельная авиацио́нная диви́зия (331-я иад) — соединение Военно-Воздушных сил (ВВС) Вооружённых Сил РККА, принимавшее участие в боевых действиях Великой Отечественной войны.

## Наименования дивизии
- 331-я истребительная авиационная дивизия
- 331-я Львовская истребительная авиационная дивизия
- 331-я Львовская Краснознамённая истребительная авиационная дивизия
- 331-я Львовская Краснознамённая ордена Богдана Хмельницкого II степени истребительная авиационная дивизия

## Создание дивизии
331-я истребительная авиационная дивизия начала своё формирование в составе ВВС Орловского военного округа в ноябре 1943 года и окончательно сформирована к 25 ноября 1943 года на основании Приказа НКО СССР.

## В действующей армии
В составе действующей армии:
- с 13 февраля 1944 года по 11 мая 1945 года.

## Командир дивизии
| Звание    | Имя                      | Период                  | Примечание |
| --------- | ------------------------ | ----------------------- | ---------- |
| Полковник | Семененко Иван Андреевич | 25.11.1943 — 01.03.1947 |            |

## В составе объединений
| Дата          | Фронт (округ)               | Армия                          | Корпус                           | Примечания |
| ------------- | --------------------------- | ------------------------------ | -------------------------------- | ---------- |
| 25.11.1943 г. | Орловский военный округ     | ВВС Орловского военного округа | -                                | -          |
| 13.02.1944 г. | 1-й Украинский фронт        | 2-я воздушная армия            | -                                | -          |
| 16.07.1944 г. | 1-й Украинский фронт        | 8-я воздушная армия            | 5-й штурмовой авиационный корпус | -          |
| 30.07.1944 г. | 1-й Украинский фронт        | 2-я воздушная армия            | 5-й штурмовой авиационный корпус | -          |
| 01.09.1944 г. | 2-й Украинский фронт        | 5-я воздушная армия            | 5-й штурмовой авиационный корпус | -          |
| 01.04.1945 г. | 2-й Украинский фронт        | 5-я воздушная армия            | -                                | -          |
| 09.05.1945 г. | 2-й Украинский фронт        | 5-я воздушная армия            | -                                | -          |
| 28.08.1945 г. | Львовский военный округ     | 14-я воздушная армия           | -                                | -          |
| 03.05.1946 г. | Прикарпатский военный округ | 14-я воздушная армия           | -                                | -          |
| 10.01.1949 г. | Прикарпатский военный округ | 57-я воздушная армия           | -                                | -          |
| 27.07.1950 г. | Прикарпатский военный округ | 57-я воздушная армия           | -                                | -          |

## Части и отдельные подразделения дивизии
За весь период своего существования боевой состав дивизии претерпевал изменения, в различное время в её состав входили полки:
| Период                        | Части                                 | Примечание                                             |
| ----------------------------- | ------------------------------------- | ------------------------------------------------------ |
| 08.11.1943 г. — 25.07.1950 г. | 513-й истребительный авиационный полк | выведен в подчинение 57-й ВА                           |
| 22.11.1943 г. — 14.04.1948 г. | 122-й истребительный авиационный полк | передислоцирован в Ленинградский ВО                    |
| 25.11.1943 г. — 31.05.1946 г. | 179-й истребительный авиационный полк | включён как иап сопровождения во 2-й гв. бак 2-й ВА ДА |
| 25.12.1945 г. — 31.05.1946 г. | 32-й истребительный авиационный полк  | включён как иап сопровождения во 4-й гв. бак 2-й ВА ДА |
| 27.05.1946 г. — 18.03.1947 г. | 760-й истребительный авиационный полк | расформирован                                          |
| 30.05.1946 г. — 13.04.1948 г. | 191-й истребительный авиационный полк | Убыл в Ленинградский ВО                                |

## Участие в операциях и битвах
- Проскуровско-Черновицкая наступательная операция[3] — с 4 марта 1944 года по 17 апреля 1944 года.
- Львовско-Сандомирская операция[3] — с 13 июля 1944 года по 3 августа 1944 года.
- Белградская операция[3] — с 28 сентября 1944 года по 20 октября 1944 года.
- Дебреценская операция — с 6 октября 1944 года по 28 октября 1944 года.
- Будапештская операция[3] — с 29 октября 1944 года по 13 февраля 1945 года.
- Западно-Карпатская операция — с 12 января 1945 года по 18 февраля 1945 года.
- Балатонская оборонительная операция — с 6 марта 1945 года по 15 марта 1945 года.
- Венская наступательная операция[3] — с 16 марта 1945 года по 15 апреля 1945 года.
- Братиславско-Брновская наступательная операция — с 25 марта 1945 года по 5 мая 1945 года.
- Пражская операция[3] — с 6 мая 1945 года по 11 мая 1945 года.

## Почётные наименования
- 331-й истребительной авиационной дивизии присвоено почётное наименование «Львовская»[7].
- 122-му истребительному авиационному полку за отличие в боях за овладение городом Будапешт присвоено почётное наименование «Будапештский»[8]
- 179-му истребительному авиационному полку за отличие в боях за овладение городами Перемышль и Ярослав присвоено почётное наименование «Ярославский»[9]
- 513-му истребительному авиационному полку за отличие в боях с немецкими захватчиками при освобождении городов Проскуров, Каменец-Подольский, Чертков, Гусятин и Залещики присвоено почётное наименование «Каменец-Подольский»[10]

## Награды
- 331-я Львовская истребительная авиационная дивизия за отличие в боях была награждена орденом Красного Знамени.
- 331-я Львовская Краснознамённая истребительная авиационная дивизия за отличие в боях была награждена орденом Богдана Хмельницкого II степени.
- 122-й Будапештский истребительный авиационный полк за образцовое выполнение боевых заданий командования в боях с немецкими захватчиками при овладении городом Вена и проявленные при этом доблесть и мужество Указом Президиума Верховного Совета СССР от 17 мая 1945 года награждён орденом «Суворова III степени».
- 179-й Ярославский истребительный авиационный полк за образцовое выполнение боевых заданий командования в боях с немецкими захватчиками при овладении городом Цистерсдорф и проявленные при этом доблесть и мужество Указом Президиума Верховного Совета СССР от 17 мая 1945 года награждён орденом «Суворова III степени».
- 513-й Каменец-Подольский истребительный авиационный полк за образцовое выполнение боевых заданий командования в боях с немецкими захватчиками при овладении городами Дьер, Комаром и проявленные при этом доблесть и мужество Указом Президиума Верховного Совета СССР от 17 мая 1945 года награждён орденом «Суворова III степени».

## Благодарности Верховного Главнокомандования
Дивизии Верховным Главнокомандующим объявлены благодарности:
- за овладение городом Львов[11]
- за овладение городами Сату-Маре, Карей и освобождение Трансильвании[12]
- за овладение городом Зволен[13]
- за овладение Этергомом, Несмеем, Фельше-Галлой и Татой[14]
- за овладение городом Банска-Бистрица[15]
- за овладение Комарно и Нове-Замки[16]
- за овладение городами Малацки, Брук, Превидза, Бановце[17]
- за овладение городом Брно[18]
- за овладение городами Яромержице, Зноймо, Голлабрунн и Штоккерау[19]

## Отличившиеся воины дивизии
| Як-7УТ | Як-9УМ | Як-7 |

- Валеев Агзам Зиганшевич, майор, командир эскадрильи 179-го истребительного авиационного полка 331-й истребительной авиационной дивизии 5-го штурмового авиационного корпуса 5-й воздушной армии Указом Президиума Верховного Совета СССР 15 мая 1946 года удостоен звания Герой Советского Союза. Золотая Звезда № 8988
- Гугнин Николай Павлович, майор, штурман 122-го истребительного авиационного полка 331-й истребительной авиационной дивизии 5-го штурмового авиационного корпуса 5-й воздушной армии Указом Президиума Верховного Совета СССР 15 мая 1946 года удостоен звания Герой Советского Союза. Золотая Звезда № 9131